# Aittojärvi (sjö i Finland, Norra Österbotten, lat 65,25, long 26,82)
Aittojärvi är en sjö i Finland. Den ligger i kommunen Pudasjärvi i landskapet Norra Österbotten, i den centrala delen av landet, 600 km norr om huvudstaden Helsingfors. Aittojärvi ligger 107,6 meter över havet. Arean är 1,76 kvadratkilometer och strandlinjen är 16,85 kilometer lång. Sjön  ingår i Kiminge älvs huvudavrinningsområde.   
I övrigt finns följande i Aittojärvi:
- Pöllä (en ö)
- Petäjäsaari (en ö)

I övrigt finns följande vid Aittojärvi:
- Ontamojärvi (en sjö)